# Discografia lui Kelly Clarkson
Aceasta este o listă ce cuprinde lansările oficiale ale cântăreței americane de muzică pop Kelly Clarkson.

## Albume
| An   | Titlu | Poziția maximă | Poziția maximă | Poziția maximă | Poziția maximă | Poziția maximă | Poziția maximă | Poziția maximă | Poziția maximă | Vânzări și certificări                                                                        |
| An   | Titlu | WW             | U.S.A          | UK             | IRL            | NL             | GER            | SWI            | AUS            | Vânzări și certificări                                                                        |
| ---- | --- | -------------- | -------------- | -------------- | -------------- | -------------- | -------------- | -------------- | -------------- | --------------------------------------------------------------------------------------------- |
| 2003 | Thankful - Lansat pe 13 aprilie 2003 - Case de discuri: RCA (#82876-54088-2) - Formate: CD, download digital            | —              | 1              | 41             | 46             | 83             | —              | —              | 33             | - RIAA certificare: 2× Platină - Săptămâni în clasament: 50                                   |
| 2004 | Breakaway - Lansat pe 30 noiembrie 2004 - Case de discuri: RCA (#82876-64491-2) - Formate: CD, CD/DVD, download digital | 5              | 3              | 3              | 1              | 1              | 4              | 2              | 2              | - Vânzări mondiale: 14 millioane - RIAA certificare: 6× Platină - Săptămâni în clasament: 103 |
| 2007 | My December - Lansat pe 22 iunie, 2007 - Case de discuri: RCA (#88697-06900-2) - Formate: CD, download digital          | 1              | 2              | 2              | 2              | 7              | 5              | 5              | 4              | - RIAA certificare: Platină - Săptămâni în clasament: 18                                      |
| 2009 | All I Ever Wanted - Lansat pe 10 martie 2009 - Case de discuri: RCA (#82876-32715-2) - Formate: CD, download digital    | 3              | 1              | 3              | 4              | 6              | 4              | 7              | 2              |                                                                                               |
| 2011 | Stronger - Lansat pe 21 octombrie 2011 - Case de discuri: RCA (#82876-56801-2) - Formate: CD, download digital          | 4              | 2              | 5              | 8              | 16             | 14             | 12             | 3              | - RIAA certificare: Aur                                                                       |

## Discuri single
| An   | Titlu                              | Album             | Chart | Chart      | Chart  | Chart  | Chart | Chart | Chart | Chart | Chart | Chart | Chart | Chart | Chart | Chart  |
| An   | Titlu                              | Album             | UWC   | US Hot 100 | US Pop | US A/C | CAN   | UK    | DUT   | AUS   | SWE   | SWI   | AUT   | NZ    | GER   | Hot AC |
| ---- | ---------------------------------- | ----------------- | ----- | ---------- | ------ | ------ | ----- | ----- | ----- | ----- | ----- | ----- | ----- | ----- | ----- | ------ |
| 2002 | A Moment like This                 | Thankful          | -     | 1          | -      | -      | 1     | -     | -     | -     | -     | -     | -     | -     | -     | -      |
| 2003 | "Miss Independent"                 | Thankful          | 16    | 9          | 1      | 28     | 6     | 6     | 9     | 3     | 25    | 44    | 39    | -     | 52    | 14     |
| 2003 | "Low"                              | Thankful          | -     | 58         | 14     | -      | 2     | 36    | -     | 11    | -     | -     | -     | -     | -     | -      |
| 2003 | The Trouble With Love Is           | Thankful          | -     | 101        | 22     | -      | 25    | 35    | 32    | 11    | -     | -     | -     | -     | 42    | 31     |
| 2004 | Breakaway                          | "Breakaway"       | 17    | 6          | 2      | 1      | 3     | 22    | 9     | 10    | 39    | 14    | 8     | 12    | 13    | 2      |
| 2004 | "Since U Been Gone"                | "Breakaway"       | 8     | 2          | 1      | 22     | 1     | 5     | 4     | 3     | 16    | 7     | 3     | 11    | 6     | 2      |
| 2005 | "Behind These Hazel Eyes"          | "Breakaway"       | 15    | 6          | 2      | 13     | 4     | 9     | 7     | 6     | 21    | 2     | 9     | 7     | 16    | 1      |
| 2005 | "Because of You"                   | "Breakaway"       | 4     | 7          | 1      | 3      | 2     | 7     | 1     | 4     | 30    | 1     | 3     | 19    | 4     | 2      |
| 2006 | "Walk Away"                        | "Breakaway"       | 16    | 12         | 5      | 19     | 4     | 21    | -     | 27    | -     | 58    | 29    | 19    | 30    | 3      |
| 2007 | "Never Again"                      | My December       | 19    | 8          | 5      | -      | 8     | 9     | 23    | 5     | 39    | 27    | 36    | 20    | 19    | 14     |
| 2007 | "Sober                             | My December       | -     | 110        | 93     | -      | -     | -     | -     | -     | -     | -     | -     | -     | -     | -      |
| 2007 | "One Minute                        | My December       | -     | -          | -      | -      | -     | -     | -     | 36    | -     | -     | -     | -     | -     | -      |
| 2008 | "Don't Waste Your Time"            | My December       | -     | -          | -      | -      | -     | -     | -     | -     | -     | -     | -     | -     | 93    | -      |
| 2009 | "My Life Would Suck Without You"   | All I Ever Wanted | 3     | 1          | 3      | 16     | 1     | 1     | 3     | 5     | 2     | 5     | 6     | 11    | 6     | 3      |
| 2009 | "I Do Not Hook Up"                 | All I Ever Wanted | 25    | 20         | 8      | -      | 13    | 36    | 19    | 9     | 30    | -     | 68    | 31    | 55    | 12     |
| 2009 | "Already Gone"                     | All I Ever Wanted | 27    | 13         | 5      | 3      | 15    | 66    | 78    | 12    | 26    | 15    | 37    | 23    | 23    | 1      |
| 2010 | "All I Ever Wanted"                | All I Ever Wanted | -     | 96         | 37     | -      | -     | -     | -     | -     | -     | -     | -     | -     | -     | 11     |
| 2011 | "Mr. Know It All"                  | Stronger"         | 8     | 10         | 11     | 4      | 11    | 4     | 90    | 1     | -     | 22    | 26    | 8     | 18    | 1      |
| 2012 | "Stronger (What Doesn't Kill You)" | Stronger"         | 1     | 1          | 1      | 3      | 3     | 8     | 59    | 18    | 30    | 18    | 6     | 4     | 27    | 1      |
| 2012 | "Dark Side"                        | Stronger"         | -     | -          | -      | -      | -     | -     | -     | -     | -     | -     | -     | -     | -     | -      |

## Videoclipuri
| An   | Cântec                                             | Regizor(i)      |
| ---- | -------------------------------------------------- | --------------- |
| 2002 | „Before Your Love”                                 | Antti J         |
| 2002 | „A Moment Like This”                               | Antti J         |
| 2003 | „Miss Independent” 1                               | Liz Friedlander |
| 2003 | „Low”                                              | Antti Jokinen   |
| 2003 | „The Trouble with Love Is”                         | Bryan Barber    |
| 2004 | „Breakaway” 2                                      | David Meyers    |
| 2004 | „Since U Been Gone”                                | Alex DeRakoff   |
| 2005 | „Behind These Hazel Eyes”                          | Joseph Kahn     |
| 2005 | „Because of You”                                   | Vadim Perelman  |
| 2006 | „Walk Away”                                        | Joseph Kahn     |
| 2006 | „Go” 3                                             |                 |
| 2007 | „Never Again”                                      | Joseph Kahn     |
| 2007 | „Because of You” (Reba McEntire cu Kelly Clarkson) | Roman White     |
| 2007 | „One Minute” 4                                     | Live Footage    |
| 2008 | „Don't Waste Your Time”                            | Roman White     |
| 2009 | „My Life Would Suck Without You”                   | Wayne Isham     |
| 2009 | „I Do Not Hook Up”                                 | Bryan Barber    |
| 2009 | „Already Gone”                                     | Joseph Kahn     |
| 2010 | „Don't You Wanna Stay”                             | Paul Miller     |
| 2011 | „Mr. Know It All”                                  | Justin Francis  |
| 2011 | „Stronger(What Doesn't Kill You)”                  | Shane Drake     |
| 2012 | „Dark Side”                                        | Shane Drake     |